# Europäisches Handelsvertreterrecht
Das Handelsvertreterrecht in Europa ist prinzipiell national geregelt. Für den Bereich der Warenhandelsvertreter strebt der Europäische Gesetzgeber, durch die Handelsvertreterrichtlinie 86/653/EWG, nach einer teilweisen Harmonisierung. Diese muss sodann von den einzelstaatlichen Gesetzgebern, im Rahmen der Auslegungsmöglichkeiten, in nationales Recht umgesetzt werden. Dabei steht es der nationalen Instanz frei, das eigene Handelsvertreterrecht neben der verpflichtenden Einführung für Warenhandelsvertreter weiter zu fassen und auch auf andere Bereiche auszudehnen. Die führt dazu, dass es zwar zu einer ähnlichen rechtlichen Situation der einzelstaatlichen Rechtsnormen kommt, jedoch zu keiner identischen. So ist es notwendig, sich – insbesondere im transnationalen Warenverkehr – mit den einzelnen nationalen Normen zum Handelsvertreterrecht vertraut zu machen.

## Belgien
Das Handelsvertreterrecht in Belgien ist geregelt durch Art. I.11.1 und Art. X. Wetboek van economisch recht (ersetzten das Handelsvertretervertragsgesetz von 1995).

## Bulgarien
Das Handelsvertreterrecht in Bulgarien ist geregelt durch Art. 32-48 HGB (Targovski zakon, Търговски закон).

## Dänemark
Das Handelsvertreterrecht in Dänemark ist geregelt durch Gesetz Nr. 272 über Handelsvertreter und Handelsreisende vom 2. Mai 1990 (Lov om handelsagenter og handelsrejsende).

## Deutschland
Das Handelsvertreterrecht in Deutschland ist geregelt durch §§ 84-92c HGB.

## Estland
Das Handelsvertreterrecht in Estland ist geregelt durch Kapitel 38, §§ 670–691 Schuldrechtsgesetz (õlaõigusseadus).

## Finnland
Das Handelsvertreterrecht in Finnland ist geregelt durch Gesetz Nr. 417/1992 über Handelsvertreter und angestellte Handelsreisende (Laki kauppaedustajista ja myyntimiehistä) vom 8. Mai 1992.

## Frankreich
Das Handelsvertreterrecht in Frankreich ist geregelt durch Art. L. 134-1-134-16 (Code de Commerce).

## Griechenland
Das Handelsvertreterrecht in Griechenland ist geregelt durch Präsidialdekret Nr. 219/1991 vom 18. Mai 1991; geändert und ergänzt durch die Präsidialverordnungen 219/1991, 264/1991, 249/1993, 88/1994, 312/1995 und die Gesetze 3557/2007, 4013/2011.

## Irland
Das Handelsvertreterrecht in Irland ist geregelt durch European Communities (Commercial Agents) Regulations, 1994 und 1997, Statutory Instrument Nr. 33 vom 21. Februar 1994.

## Italien
Das Handelsvertreterrecht in Italien ist geregelt durch Art. 1742–1753 Zivilgesetzbuch (Codice Civile).

## Kroatien
Das Handelsvertreterrecht in Kroatien ist geregelt durch Art. 804 ff. Gesetz über die Schuldverhältnisse (zakon o obveznim odnosima).

## Lettland
Das Handelsvertreterrecht in Lettland ist geregelt durch Abschnitt VI, Art. 45–63 HGB (Komerclikums).

## Litauen
Das Handelsvertreterrecht in Litauen ist geregelt durch Buch 2, Kapitel XII, Art. 2.152–2.175 Zivilgesetzbuches (Civilinis kodeksas).

## Luxemburg
Das Handelsvertreterrecht in Luxemburg ist geregelt durch das Handelsvertretergesetz vom 3. Juni 1994 (relations entre les agents commerciaux indépendants et leurs commettants).

## Malta
Das Handelsvertreterrecht in Malta ist geregelt durch Teil 1, Abschnitt IV, Unterabschnitt IV, Art. 70-78J Commercial Code.

## Niederlande
Das Handelsvertreterrecht in den Niederlanden ist geregelt durch Buch 7, Art. 428–445 BGB (Burgerlijk Wetboek).

## Österreich
Das Handelsvertreterrecht in Österreich ist geregelt durch das Handelsvertretergesetz 1993 vom 1. März 1993.

## Polen
Das Handelsvertreterrecht in Polen ist geregelt durch den Agenturvertrag in Art. 758–764 Zivilgesetzbuch (Kodeks cywilny).

## Portugal
Das Handelsvertreterrecht in Portugal ist geregelt durch das Gesetzesdekret Nr. 178/86 vom 3. Juli 1986 (Regulamenta o contrato de agência ou representação comercial); geändert durch Gesetzesdekret Nr. 118/93 vom 13. April 1993.

## Rumänien
Das Handelsvertreterrecht in Rumänien ist geregelt durch das Handelsvertretervertragsrecht (Contractul de agenţie), Art. 2072–2102 Zivilgesetzbuch.

## Schweden
Das Handelsvertreterrecht in Schweden ist geregelt durch Gesetz Nr. 1991:351 über die Handelsagentur vom 2. Mai 1991 (Lag om handelsagentur).

## Slowakei
Das Handelsvertreterrecht in der Slowakei ist geregelt durch § 652–672a HGB (Obchodný zákonník).

## Slowenien
Das Handelsvertreterrecht in Slowenien ist geregelt durch Kapitel XIX, Art. 807–836 Obligationengesetz (Obligacijski zakonik).

## Spanien
Das Handelsvertreterrecht in Spanien ist geregelt durch Gesetz 12/92 über den Handelsvertretungsvertrag vom 27. Mai 1992 (Ley sobre Contrato de Agencia).

## Tschechische Republik
Das Handelsvertreterrecht in der Tschechischen Republik ist geregelt durch §§ 2483–2520 BGB (Občanský zákoník).

## Ungarn
Das Handelsvertreterrecht in Ungarn ist geregelt durch die §§ 6:288 – 6:309 des neuen ungarischen Zivilgesetzbuches und in der Regierungsverordnung 65/2014 (III. 13.).

## Vereinigtes Königreich
Das Handelsvertreterrecht im Vereinigten Königreich ist geregelt durch The Commercial Agents (Council Directive) Regulations 1993, Statuory Instrument 1993/3053; geändert durch Statutory Instruments 1993/3173 und 1998/2868.

## Zypern
Das Handelsvertreterrecht in Zypern ist geregelt durch The Regulation of relations between Commercial Agent and Principal, Gesetz Nr. 51/1992 (änderte seinerseits: The Commercial Agents Law, Gesetz Nr. 76/1986); geändert Gesetz Nr. 21/1994 und Gesetz Nr. 149(I)/2000.